# Figueruela de Arriba
Figueruela de Arriba es un municipio y localidad española de la provincia de Zamora, en la comunidad autónoma de Castilla y León.
El municipio está ubicado junto a la falda sur de la sierra de la Culebra, próximo al parque natural de Montesinho, en el que las riberas de los ríos Manzanas y Cabrón han dado lugar a parajes de gran riqueza natural como el denominado «Jardín de Aliste». Su término cuenta con la triple protección de ser un espacio natural protegido, zona LIC y reserva regional de caza. Toda esta tutela se debe a que este territorio es la distribución límite septentrional de algunas especies mediterráneas, como es el caso del alcornoque, y además tiene una notable diversidad y riqueza faunística, entre las que destaca la mayor población de lobo ibérico, una de las especies más emblemáticas del territorio español, con la que se regula de forma natural las poblaciones de ungulados existentes, principalmente de ciervos, corzos y jabalíes.

## Geografía
El municipio está ubicado en la comarca de Aliste, al oeste de la provincia de Zamora y es colindante con Portugal, y con sus 152,96 km², es el ayuntamiento con mayor superficie de toda la comarca de Aliste. Cuenta con siete núcleos de población: Figueruela de Abajo, Figueruela de Arriba (capital del municipio), Flechas, Gallegos del Campo, Moldones, Riomanzanas y Villarino de Manzanas.
El casco urbano de Figueruela de Arriba, cuenta con una larga calle de aproximadamente un kilómetro llamada «La Salud» que coincide con el trazado de la carretera comarcal ZA–P–2438 que discurre en este tramo paralelamente a la sierra, situada algo más al norte. De ella, apenas salen cinco calles perpendiculares, dos de ellas hacia el sur: la iglesia y de Abajo (que son paralelas); y tres hacia el norte: Las Llamas, y los dos Barreiros. El pueblo queda delimitado por La Era en el extremo de entrada desde Mahíde y por la Fuente de la Aldea en el otro, en la salida hacia Riomanzanas. 
Su término está situado a una cota de 858 metros de altitud, siendo su ecosistema característico el encinar, en el que las especies principales son los ejemplares de encina (quercus ilex rotundifolia) o "carrascos" y otras especies minoritarias asociadas como alcornoques (quercus suber) y madroños (arbutus unedo). Las especies arbustivas más comunes son la escoba blanca (cytisus multiflorus), la retama negra (cytisus scoparius), la jara pringosa (cistus ladanifer), el cantueso o lavanda (lavándula stoechas), la carqueixa o carqueja (genista tridentata) y el brezo o "urz" (Erica arbórea), entre otras.

## Historia
Su territorio ha sido habitado desde la más remota antigüedad, como lo demuestran las diversas manifestaciones de arte rupestre del «Canchal del Melendro» y de «Peña el Cuartillo» o el yacimiento arqueológico del «castro de Riomanzanas». Además, fue una importante zona de paso durante la época romana, ya que por su término transcurría la Vía XVII que conectaba Astorga y Braga.
Durante la Edad Media aparece nombrada como «Figueirolas», topónimo que incluye tanto a Figueruela de Arriba como a Figueruela de Abajo, ambas separadas por escasos quinientos metros, en medio de un amplio valle, situado a unos 2 km al norte de Alcañices, la capital comarcal. Durante esta época, estuvo integrada en el Reino de León, por lo que se vio involucrada en el proceso repoblador emprendido por la citada monarquía, siendo del siglo XI la primera mención escrita a esta localidad.
Sin embargo, tras la independencia de Portugal en el siglo XII, se dieron una serie de conflictos entre los reinos leonés y portugués por el control de esta zona de la frontera. Así, nos encontramos con la peculiaridad de que en 1131 quienes donan Figueirolas a Rodrigo Menéndez son los condes portucaleses Enrique de Borgoña y Teresa de León con su hijo Afonso Henriques. Por otro lado, se identifica a Figueruela de Arriba con la Ficarola que, con fuero propio, aparece en el siglo XIII dependiendo del Monasterio de Moreruela. Así, la administración del monasterio de Moreruela continuó en Figueruela al menos hasta el siglo XVI, época en la cual el condado de Benavente recupera su gestión.
Ya en la Edad Contemporánea, con la creación de las actuales provincias en 1833, Figueruela fue adscrita a la provincia de Zamora, dentro de la Región Leonesa, la cual, como todas las regiones españolas de la época, carecía de competencias administrativas. Un año después quedó integrado en el partido judicial de Alcañices, dependencia que se prolongó hasta 1983, cuando fue suprimido el mismo e integrado en el partido judicial de Zamora. Tras la constitución de 1978, Figueruela pasó a formar parte en 1983 de la comunidad autónoma de Castilla y León, en tanto municipio integrado en la provincia de Zamora.

## Geografía humana

### Demografía
Cuenta con una población de 318 habitantes (INE 2024).
| Gráfica de evolución demográfica de Figueruela de Arriba entre 1842 y 2021 |
| |
| Población de derecho según los censos de población del INE Población de hecho según los censos de población del INEEntre el censo de 1857 y el anterior, crece el término del municipio porque incorpora a 495058 (Gallegos del Campo), 495078 (Moldones), 495109 (Riomanzanas) y 495170 (Villarino de Manzanas) Entre el censo de 1970 y el anterior, crece el término del municipio porque incorpora a 49511 (Figueruela de Abajo) |

### Núcleos de población
El municipio está formado por las localidades de Figueruela de Abajo, Figueruela de Arriba, Flechas, Gallegos del Campo, Moldones, Riomanzanas y Villarino de Manzanas, que poseían la siguiente población en 2024 según el INE.
| Núcleo de población   | Población |
| --------------------- | --------- |
| Gallegos del Campo    | 78        |
| Figueruela de Arriba  | 104       |
| Figueruela de Abajo   | 45        |
| Moldones              | 30        |
| Riomanzanas           | 36        |
| Villarino de Manzanas | 18        |
| Flechas               | 10        |

### Economía

#### Sector primario
La ganadería pero sobre todo la agricultura son dos actividades muy extendidas por el municipio. Sin embargo, la mayoría de la producción se destina al consumo propio. Algunos ganaderos venden los animales a mataderos cercanos o las uvas a productores de vino. La apicultura también es notable, obteniéndose una miel de brezo de gran calidad.

#### Sector secundario
Solo existe una empresa llamada Materiales de Construcción César dedicada a la edificación en el pueblo y alrededores.

#### Sector servicios
Actualmente, este pueblo solo tiene unos pocos negocios de este tipo aunque representan más del 60% de la actividad total del municipio.
Una tienda de alimentación
- La Fábrica-Tienda Barahona

Dos bares:
- Bar Restaurante La Robla
- Disco Bar Chencho

Tres casas rurales
- Casa rural La Tajuela
- Casa rural La Robla
- Casa rural La Escuela (perteneciente al Ayuntamiento).
- Un camping[23]

Una Asociación Cultural
- Buraco AC Archivado el 22 de mayo de 2018 en Wayback Machine. es una asociación cultural sin ánimo de lucro creada en enero de 2008 cuya sede y ámbito de trabajo es Figueruela (Zamora). Su objetivo es conservar, difundir y crear cultura, llevando a cabo iniciativas que fomenten el debate, la creación y la preservación del patrimonio etnográfico y natural de Figueruela.

Un comedor social para las personas mayores dirigido por el Ayuntamiento en la antigua escuela.

## Monumentos y lugares de interés
El principal monumento de la localidad es la iglesia parroquial de Santa Irene, de interior sencillo, no es un edificio que tenga unas características estilísticas arquitectónicas muy claras, aunque casi todo parece de construcción posterior a la portada y el muro del ábside, que datarían del estilo románico medieval. Sobre la ventana de la estancia adosada existe un relieve de forma heráldica con sencillos motivos. El templo es de tres naves, construido a base de arcos transversales y forneros (ocho en total, que presentan un desplazamiento transversal de los empujes). Su retablo mayor es del siglo XVIII y está coronado con la imagen de Santa Irene, la patrona de la localidad. En uno de los laterales, alguien hizo unos retablos en la pared donde se colocaron unas imágenes, según parece allí se encontraba hace varios años un altar de madera que el paso del tiempo y la falta de cuidados provocó su deterioro. Además se destruyó al caerse la pared de ese lado, en la que se apoyaba. En la década de los 90 se restauró el suelo de la iglesia colocando losetas de terrazo que sustituían a las grandes placas de pizarra que debieron constituir el suelo original del templo. Además, paredes y arcos del interior de la iglesia acumulan una gran cantidad de encalado encima. El resultado de estas reformas aleja la imagen de la iglesia de la que debió ser la original al utilizar materiales que poco tienen que ver con la pizarra y granito pintado originales. En el centro del pueblo destaca su irregular plaza adornada con un notable crucero, dotado de una voluminosa base de formas semejantes a un cono invertido. Encima aparece una columna estriada sobre la que se sujeta una cruz de hierro de formas caladas.

## Cultura

### Fiestas
Cuenta con unas fiestas tradicionales que son aderezadas con un rico patrimonio etnográfico. En ellas destacan actividades como el «Tizón» del Día de Todos los Santos, o los personajes que intervienen como el Carocho y la Obisparra en el día de San Esteban. Estos personajes han sido inscritos por los antropólogos en las denominadas «Mascaradas de Invierno», ya que intervienen en festividades celebradas en las proximidades del solsticio de invierno. Destaca la especial originalidad del atuendo del Carocho, formado por una careta pintada de rojo y negro, con grandes cejas, bigote prominente, dos cuernos negros en la frente, y vistiendo un atavío que cubre ampliamente la espalda con una piel de cordero de la que cuelga el rabo, con grandes cencerros al cinto y blandiendo un palo del que cuelga una pelota de trapo para amenazar o tratar de zurrar al viandante descuidado.
Siguiendo el calendario, las festividades principales son:
- 5 de enero, víspera de Reyes: los mozos del pueblo van de casa en casa cantando los reyes y con lo que reciben a cambio luego se hace una comida entre ellos.
- 2 de julio, fiesta de La Salud: donde se realiza una misa y se saca de procesión a la imagen de la virgen de la Salud.
- 16 de julio, fiesta del Carmen:se celebra una procesión por el pueblo y, al igual que en San Antonio, hay una mujer encargada del cuidado de la virgen.
- 20 de agosto, fiesta de Santa Irene: esta fiesta se celebraba en octubre pero debido a la falta de gente en esas fechas por la emigración a las ciudades, se trasladó al verano. Es la más importante del pueblo. En esta fiesta hay actividades para los niños, se saca a la virgen y se juega a la tajuela (un juego similar aunque no igual a la petanca).
- 21 de agosto, fiesta de San Antonio: al igual que la fiesta de Santa Irene fue trasladada desde el mes de junio por los mismos motivos. Esta es una fiesta más para los jóvenes. Por la tarde, todo el pueblo se reúne en la plaza de la iglesia para disfrutar de una merienda en común. Cada año uno de los habitantes del pueblo se establece como el mayordomo del santo; al comienzo de su servicio tiene que organizar una fiesta en la que ofrece limonada a todo el pueblo; durante el año debe encargarse de poner flores al santo y encender las velas y, al final del año, hace una comida para los más cercanos, sale en la procesión y le entrega la vara a su sucesor.
- 1 de noviembre, fiesta del Tizón (el día de Todos los Santos): se recoge leña en el monte y se subasta entre las personas mayores del pueblo para que la consuman durante el invierno; a continuación, al oscurecer, se hace una gran hoguera en la puerta de la iglesia donde se queman las cosas viejas (en una especie de rito de renovación) y a continuación, se asan castañas.